# Daniel Caluag
Daniel Caluag (15 januari 1987) is een Filipijns BMX-coureur. Hij nam eenmaal deel aan de Olympische Spelen, maar won hierbij geen medailles.
Caluag, die opgroeide in de Amerikaanse staat Californië is de zoon van Filipijnse ouders afkomstig uit Bulacan. Caluag deed tweemaal mee aan het wereldkampioenschap BMX. In 2007 behaalde hij in Victoria, Canada de zevende plek. Een jaar later strandde hij in China in de kwartfinale. Hij kwalificeerde zich voor de Olympische Spelen van 2012 in Londen middels een kwartfinale plaats op de BMX SX World Cup 2012 in Birmingham. Zijn 24e plek in de eindrankschikking was voldoende voor kwalificatie voor Londen. Hij is de enige Aziaat die deel zal nemen aan het onderdeel BMX op de Olympische Spelen. Op de Spelen van Londen werd hij in de kwartfinale uitgeschakeld.